# KB오토시스
KB오토시스(KB Autosys)는 대한민국의 자동차 브레이크 마찰재 기업이다. 본사는 충청남도 아산시 음봉면 아산온천로 528-24에 위치해 있다.대표이사는 김신완이다. 미국/멕시코(30%), 중국(26%), 인도(18%)는 물론 슬로바키아 등 기타지역(26%) 등으로 수출되며 현대자동차 기아, 쌍용, 르노삼성, 한국지엠과 부품사 현대모비스, 만도, ERAEAMS, 글로벌 완성차 및 부품사인 Global GM. Ford, STELLANTIS, GEELY, ZF, Continental 등에 제품을 납품하고 있다

## 역사
독일 베랄의 기술을 이전받아 1986년 신차 조립용 브레이크 패드를 한국 처음으로 국산화하였다
2009년 한국베랄에서 현재의 사명으로 변경하였다. 사명은 Kratos Brake Automobile System'의 약자로 'Kratos'는 그리스어로 '강함' '지배' '통치'를 뜻하는 말이다.

## 같이 보기
- 브레이크

## 참고 문헌
1. ↑  창업주인 김용웅 회장의 4남매 중 장남
2. ↑  한국IR협의회 기술분석보고서- KB오토시스, 2018. 8. 30[깨진 링크(과거 내용 찾기)]
3. ↑  자동차 부품업체로 글로벌 위상 강화에 집중, 남해신문, 2022.07.01
4. ↑  상장기업&CEO KB오토시스 김신완 사장, 동아일보, 2017.04.13
5. ↑  KB오토시스 새 출발…한국베랄서 사명 변경 매일경제 2009-12-17